# Deretrachys chilensis
Deretrachys chilensis är en skalbaggsart som först beskrevs av Bosq 1949.  Deretrachys chilensis ingår i släktet Deretrachys och familjen långhorningar. Inga underarter finns listade i Catalogue of Life.